# Salix balansae
Salix balansae — вид квіткових рослин із родини вербових (Salicaceae).

## Морфологічна характеристика
Це дерево ≈ 5 метрів. Однорічні гілочки коричневі, голі. Листкова пластина яйцюато-ланцетна, 4–9 × 2.5–3 см, рідко до 18 см на сильних пагонах, абаксіально (низ) зелена чи сиза, адаксіально тьмяно-зелена, блискуча, обидві поверхні голі, край цільний або залозисто-зубчастий, верхівка від довго загостреної до хвостатої; листкова ніжка ≈ 1.3 см, гола; прилистки відсутні чи дуже дрібні. Плодоносна сережка до 13 см. Коробочка яйцювата, гола, верхівка загострена.

## Середовище проживання
Південно-східний Китай, В'єтнам. Росте вздовж річок.